# Breitenfeld (Markneukirchen)
Breitenfeld ist seit dem 1. März 1994 ein Ortsteil der Stadt Markneukirchen im Vogtland in Sachsen.

## Geografie
Breitenfeld liegt in einer Höhe von 580 m und 630 m im obersten Talstück der Hauleithen. Im Süden und Südwesten geht die Bebauung des Ortes unmittelbar in die des Ortsteiles Bernitzgrün über. Nachbarorte sind die im Süden liegende Stadt Markneukirchen, im Südwesten Siebenbrunn, im Südosten Wohlhausen sowie im Norden Wohlbach und Gunzen. Breitenfeld liegt im Süden des sächsischen Teils des historischen Vogtlands bzw. Oberen Vogtlands im Naturpark Erzgebirge/Vogtland.

## Geschichte
Das Waldhufendorf wurde 1378 als Breytenuelt wegen seiner ausgedehnten Ackerflur das erste Mal urkundlich erwähnt. Bis 1542 übte das Rittergut Erlbach die grundherrlichen Rechte aus. Seit nachweislich 1606 bestand in Breitenfeld eine eigene Rittergutsherrschaft. Das Rittergut befand sich im oberen Teil des Ortes als großer Vierseitenhof, von welchem noch heute das Herrenhaus und einige Nebengebäude erhalten sind. Zur Grundherrschaft Breitenfeld gehörte auch das zeitweise wüst gelegene Bernitzgrün. Breitenfeld gehörte bis 1856 zum kursächsischen bzw. königlich-sächsischen Amt Voigtsberg, nach 1856 zum Gerichtsamt Markneukirchen und ab 1875 zur Amtshauptmannschaft Oelsnitz. Durch die zweite Kreisreform in der DDR kam Breitenfeld mit seinem Ortsteil Bernitzgrün im Juli 1952 zum Kreis Klingenthal im Bezirk Chemnitz (1953 in Bezirk Karl-Marx-Stadt umbenannt), der im Jahr 1990 als sächsischer Landkreis Klingenthal fortgeführt wurde und 1996 im Vogtlandkreis aufging.
Mit der Eingemeindung der Gemeinde Breitenfeld in die Stadt Markneukirchen wurde der Ort am 1. März 1994 ein Ortsteil von Markneukirchen.

## Entwicklung der Einwohnerzahl
| Jahr    | Einwohnerzahl                             |
| ------- | ----------------------------------------- |
| 1577/83 | 14 besessene Mann                         |
| 1764    | 18 besessene Mann, 1 Häusler, 1 1/6 Hufen |
| 1834    | 351                                       |
| 1871    | 314                                       |

| Jahr | Einwohnerzahl |
| ---- | ------------- |
| 1890 | 442           |
| 1910 | 689           |
| 1925 | 608           |
| 1939 | 584           |

| Jahr | Einwohnerzahl |
| ---- | ------------- |
| 1946 | 672           |
| 1950 | 598           |
| 1964 | 463           |
| 1990 | 424           |

## Öffentlicher Nahverkehr
Der Ort ist mit der vertakteten RufBus-Linie 33 des Verkehrsverbunds Vogtland an Markneukirchen angebunden.